# Аттик

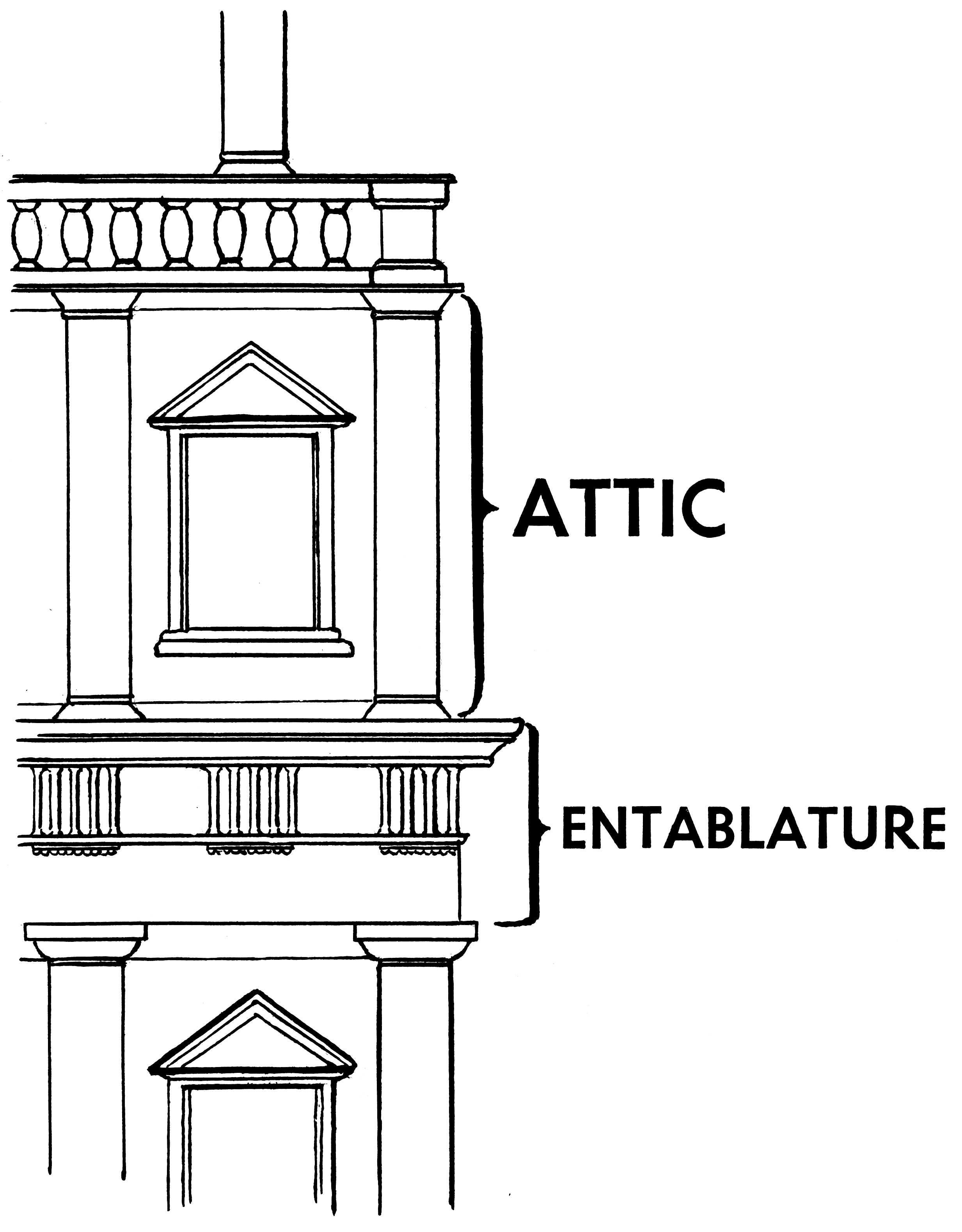

А́ттик (грец. άττικός — аттичний) — стінка, що міститься над карнизом і завершує споруду, значно вища за парапет.

## Опис
Зазвичай мала власні цоколь і карниз, її прикрашано рельєфною композицією та написами, акцентуючи певну частину фасаду.
Інколи над нею встановлювано обеліски, вази.
Є звичайним елементом тріумфальних арок. За часів середньовіччя в Україні аттики робили високими, щоб укріпити п'яту склепіння кам'яниці й захистити її покрівлю від вогню.

## Галерея

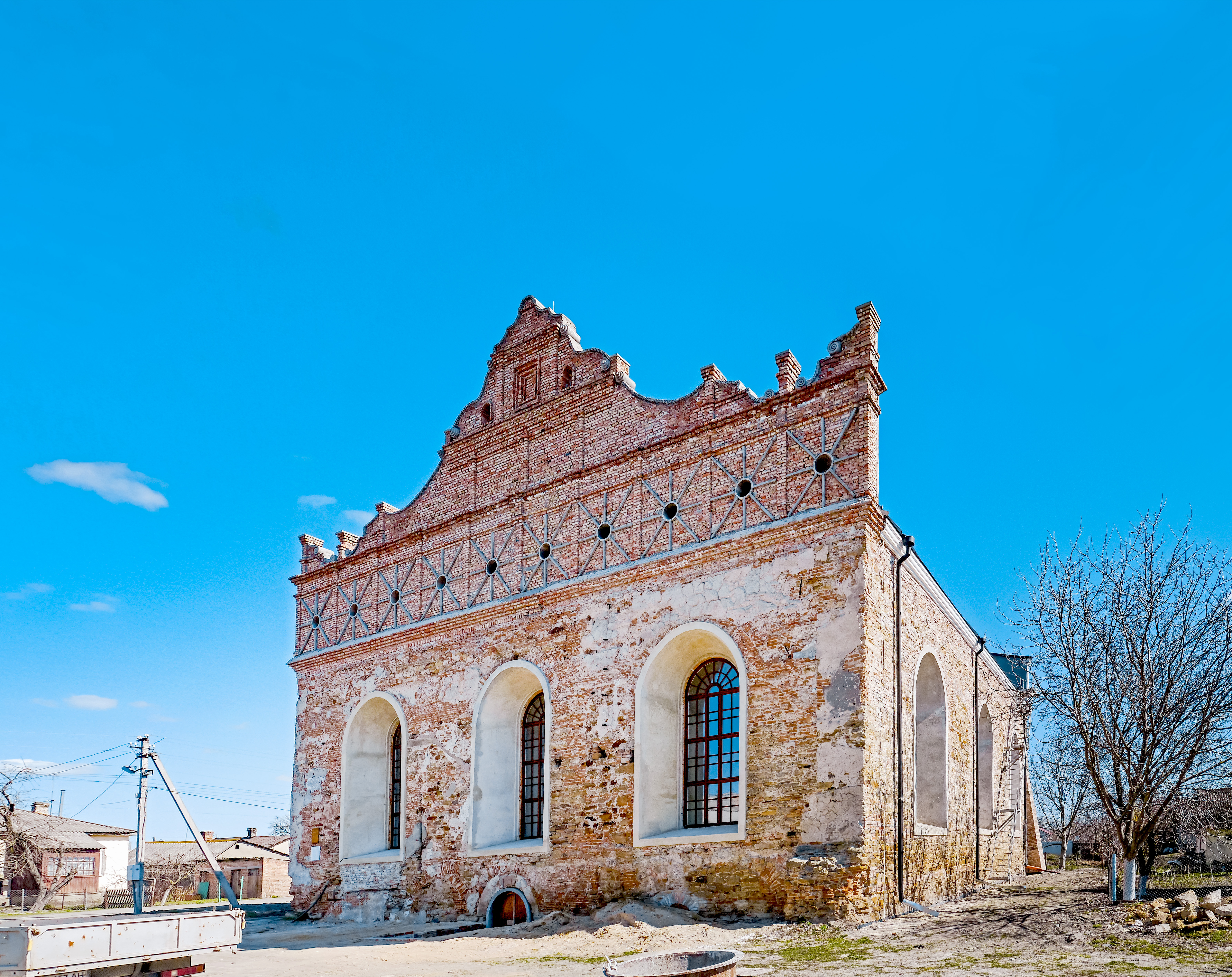
Аттик, велика синагога (Острог)
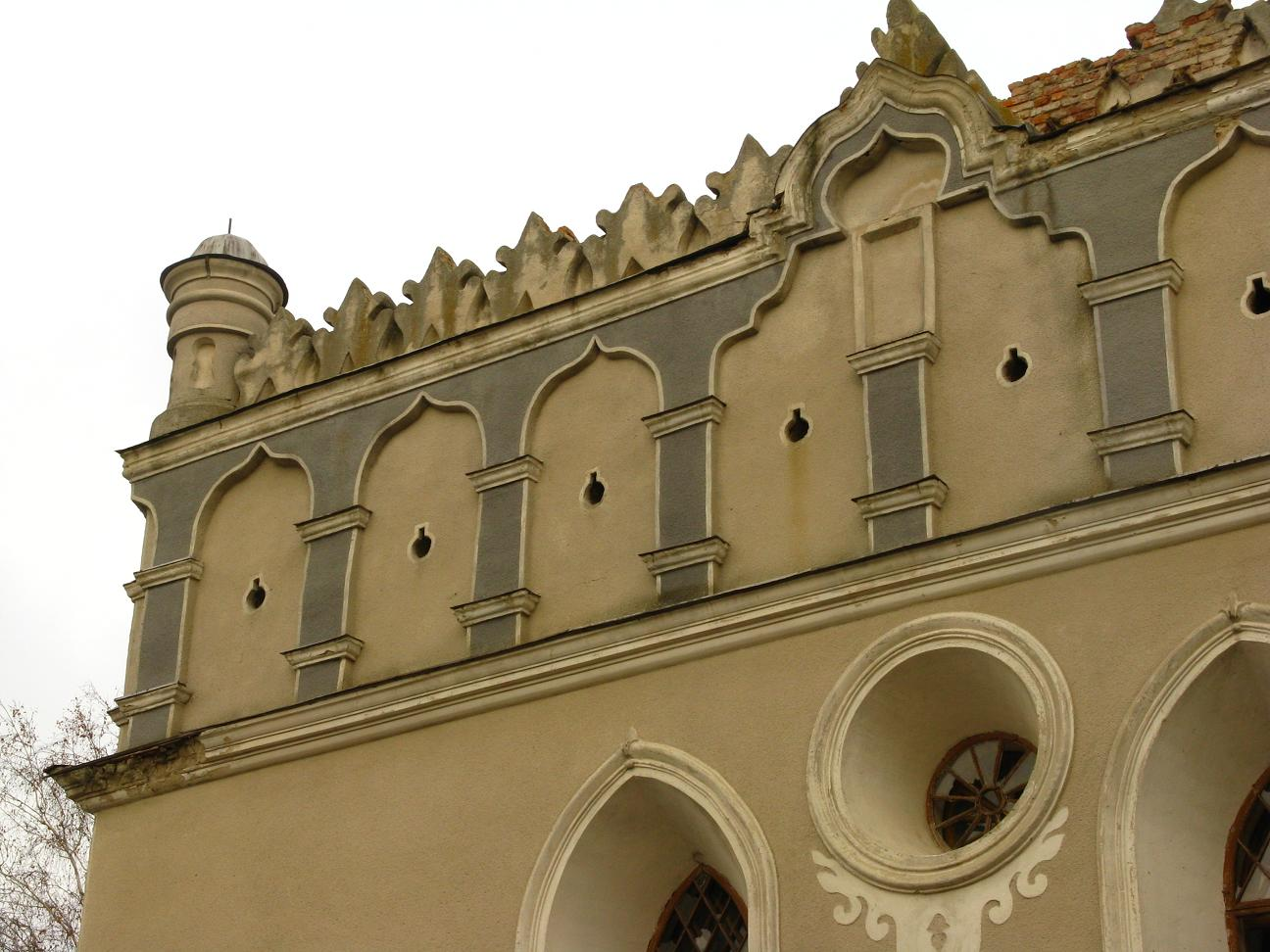
Аттик, Гусятинська синагога